# Saura Lightfoot-Leon
Saura Lightfoot-Leon (* 1. Januar 1998 in Leiden) ist eine britisch-niederländische Filmschauspielerin.

## Leben und Karriere
Saura Lightfoot-Leon wuchs in den Niederlanden auf. Sie ist die Tochter von Sol Leon und Paul Lightfoot, die beide professionell tanzten und auch Choreografien inszenierten. Als Jugendliche nahm Lightfoot-Leon zwar eine Zeitlang Tanzunterricht, begeisterte sich dann aber für das Schauspiel. Nach der Schule ging sie auf die Royal Academy of Dramatic Art, von der sie 2020 graduierte.
In ihrem Spielfilmdebüt Hoard spielte sie die jugendliche Maria in London, deren Mutter auf krankhafte Weise Gegenstände hortet. Für diese Rolle erhielt sie zwei britische BIFA Preise: Breakthrough Performance und Best Joint Lead Performance mit Joseph Quinn 2024. Auf wonderlandmagazine.com schrieb Dillon Rada über Saura Lightfoot-Leons Darstellung, es sei eine „raw, permissive and unguarded performance“ (freizügige und unbehütete Darstellung) und „her towering yet diaphanous interpretation of her on-screen oddball Maria“ (ihre überragende und doch durchsichtige Interpretation der kauzigen Maria) habe einen Preis verdient. Nachdem Hoard beim Filmfest von Venedig 2023 Premiere gefeiert hatte, gewann der Film dort mehrere Preise und eine lobende Erwähnung der Jury für die Leistungen von Saura Lightfoot-Leon.
Nach diesem Erfolg spielte sie in den Serien Masters of the Air und dem CIA-Thriller The Agency mit. In der Spionageserie ist sie die junge Danny, die für ihren Einsatz im Ausland von der Agency trainiert wird. Für ihre Rolle hatte Saura Lightfoot-Leon mit echten CIA-Agenten gesprochen, um eine der Wirklichkeit entsprechende Darstellung in der Serie zu erzielen. 2024 wurde sie außerdem zu den „Stars of Tomorrow“ der britischen Zeitschrift Screendaily gezählt und ein Jahr später gehörte sie unter die „10 Brits to Watch for 2025“ der britischen Filmschaffenden, die von Variety.com gewählt wurden.
2025 verkörperte sie in der amerikanischen Mini-Serie American Primeval eine junge Frau, die im Wilden Westen des 19. Jahrhunderts bei einem Überfall als Indianer getarnter Mormonen anschließend von Indianern gefangen genommen wird. Besonders gelobt wurde sie für ihre Darstellung, da sie „direkt und unverfälscht“ spiele, wie auf pop-culturalist.com geschrieben wurde.
Nach eigenen Angaben sei sie, was die Wahl ihrer Rollen anbetrifft, wählerisch und habe ziemlich starke Frauen gespielt, die sich nicht an Normen halten und ein bisschen wild sind.

## Filmografie
- 2022: Life after Life (Fernsehserie, eine Episode)
- 2023: Hoard (Spielfilm, als Maria)
- 2024: Masters of the Air (Fernsehserie, 2 Episoden) (als Louise)
- 2024: The Agency (Fernsehserie, 10 Episoden) (als Danny)
- 2025: American Primeval (Miniserie, 6 Episoden) (als Abish)